# NGC 3344
NGC 3344 (другие обозначения — UGC 5840, MCG 4-25-46, ZWG 124.60, KARA 435, WAS 14, IRAS10407+2511, PGC 31968) — галактика в созвездии Малый Лев.
Этот объект входит в число перечисленных в оригинальной редакции «Нового общего каталога».
В галактике вспыхнула сверхновая SN 2012fh типа Ib/c, её пиковая видимая звездная величина составила 15,1.
Галактика содержит расширенный диск, излучающий в ультрафиолетовом диапазоне.